# Victoria Trauttmansdorff
Victoria Trauttmansdorff (* 8. September 1960 in Wien) ist eine österreichische Schauspielerin. Einen Namen machte sie sich vor allem als langjähriges Ensemblemitglied des Hamburger Thalia Theaters. Einem breiten Publikum wurde sie außerdem durch ihre erste große Filmrolle in Jan Bonnys Spielfilm Gegenüber (2007) bekannt.

## Leben
Victoria Trauttmansdorff entstammt dem fürstlichen Adelsgeschlecht Trauttmansdorff. Sie wurde als Tochter des Antiquitätenhändlers Ferdinand Maximilian Trauttmansdorff und seiner Frau Marie Frédérique Isabelle (Tanja), geb. Star Busmann, in Wien geboren. Ihr Vater stammte aus Pottenbrunn bei St. Pölten in Niederösterreich; ihre Mutter, Tochter des niederländischen Botschafters Eduard Star Busmann, wurde in Utrecht geboren, wuchs in England auf und besuchte die Schauspielschule in Wien. Victoria Trauttmansdorff besuchte die französische Schule in ihrer Heimatstadt. Nach der Matura ging sie als Au-pair-Mädchen nach London, wo ihre Schauspielambitionen geweckt wurden, als sie in einem Theater als Kartenabreißerin arbeitete. Daraufhin begann sie in Salzburg eine Schauspielausbildung, die sie zu Gunsten eines Theaterengagements am Düsseldorfer Schauspielhaus vorzeitig beendete. Nach einer Spielzeit wechselte sie an das Nationaltheater Mannheim und später an das Stuttgarter Schauspielhaus.
1993 wurde Trauttmansdorff von Regisseur Jürgen Flimm an das Thalia Theater in Hamburg geholt, wo sie seitdem als festes Ensemblemitglied tätig ist und mehrfach mit Regisseuren wie Dimiter Gotscheff, Andreas Kriegenburg, Dea Loher oder Michael Thalheimer zusammenarbeitete. Sie debütierte dort mit der Rolle der Lady Milford in Friedrich Schillers Kabale und Liebe und jener des Gretchens in George Taboris Mein Kampf. Daraufhin folgten zumeist kleine Rollen in Stücken von Tschechow, Ferenc Molnárs Der gläserne Pantoffel (1996) oder die Rolle der Chrysothemis in Elmar Goerdens Inszenierung von Elektra (1999) nach Hugo von Hofmannsthal.
Nach einer längeren Krankheit, während der sie weiter als Schauspielerin arbeitete, überdachte Trauttmansdorff ihre Rollenauswahl („Kein Mädchen mehr, keine Romantik, nur noch ich selber“). Sie schätzt vorwiegend zerrissene und gebeutelte Frauentypen und taucht laut eigenen Angaben „gern in Abgründe“. 2003 errang die damals 43-Jährige mit dem Part der Christine Linde in Stephan Kimmigs Nora-Inszenierung ihren bisher größten Erfolg, nachdem sie für eine jüngere Kollegin eingesprungen war. Die deutsche Fachpresse lobte sie für ihre „schnodderig, total desillusioniert(e)“ Rolle in dem Ibsen-Stück und für „das Kunststück, Torvald als Widerpart Noras zu überflügeln.“ Die Jury der Fachzeitschrift Theater heute wählte Trauttmansdorff daraufhin hinter Anne Tismer und gemeinsam mit Fritzi Haberlandt auf Platz zwei in der Kategorie Schauspielerin des Jahres. Es folgten unter anderem die Doppelrolle der Morphinistin Knobbe und der Frau Direktor Hassenreuter in Armin Petras’ Hauptmann-Tragikomödie Die Ratten (2004), die morphiumsüchtige Ehefrau und Mutter in Michael Thalheimers Inszenierung von Eugene O’Neills Theaterstück Eines langen Tages Reise in die Nacht (2005), die Erna in Die Präsidentinnen (2006) und die Gertrud in Thalheimers Hamlet (2008). „Ich bin keine Heldendarstellerin. Ich habe nie die Naiven gespielt, immer die, die so einen Knacks haben. Verliererinnen, die nicht wissen, dass sie welche sind. Das muss irgendwie meine Ausstrahlung sein“, so die Österreicherin 2004 in einem Interview mit der Zeitung Die Welt.
Parallel zu ihrer Arbeit am Theater erschien die Schauspielerin, die Englisch, Französisch und Holländisch spricht, ab Anfang der 1990er Jahre in Film und Fernsehen und nahm auch an Autorenlesungen teil. Trauttmansdorff absolvierte Gastauftritte in Serien wie Die Albertis (2004–2005) oder als Rechtsmedizinerin Dr. Dunkel in Einsatz in Hamburg (2004–2010) und war mit Nebenrollen in Spielfilmen wie Bella Martha (2001), Adam & Eva (2003) oder Gespenster (2005) zu sehen. 2005 übernahm sie in Christoph Hochhäuslers Spielfilm Falscher Bekenner (2005) einen größeren Part als sorgenvolle Mutter von Constantin von Jascheroff. 2007 folgte der Durchbruch als Filmschauspielerin mit der weiblichen Hauptrolle in Jan Bonnys Familiendrama Gegenüber (2007), das von einem Paar handelt, das sich nach 20-jähriger Ehe in Isolation, Trauer und Sprachlosigkeit verloren hat. Die Ehefrau versucht die Zerrüttung der Ehe daraufhin durch gewalttätige Ausbrüche gegen ihren Mann (gespielt von Matthias Brandt) zu kompensieren. Vom Spiegel als „anrührendes Drama über Zorn und Zärtlichkeit“ rezensiert, fanden vor allem die Leistungen der beiden Hauptdarsteller Anerkennung bei den deutschen Kritikern, und Trauttmansdorff erhielt für ihre erste Kinohauptrolle als prügelnde Ehefrau eine Nominierung für den Deutschen Filmpreis als Beste Hauptdarstellerin zugesprochen.
2009 folgte der Fernsehfilm Schlaflos, in dem Trauttmansdorff als MS-kranke Schwägerin von Hauptdarstellerin Senta Berger zu sehen war. 2010 bekleidete sie einen Part in John Osbornes Der Entertainer unter der Regie von Christiane Pohle am Thalia in der Gaußstraße. Im Fernsehen erschien Trauttmansdorff als betrunkene Chefarztgattin in der Krimikomödie Zwei für alle Fälle – Ein Song für den Mörder, ehe sie die Hauptrolle einer bedrohlichen Stalkerin in einer Folge der Fernsehserie Bloch neben Titelheld Dieter Pfaff übernahm. Regisseur Jan Schütte lobte sie für die große Intensität und ihre Unberechenbarkeit, die sie der Bloch-Rolle mitgab. Wie kaum eine andere Schauspielerin könne sie „aus der Position der Schwäche eine echte Bedrohung erwachsen lassen“, urteilte die taz. „Im Fernsehen ist Victoria Trauttmansdorff eigentlich fast nie zu sehen; in dieses TV-Serial gefallen, scheint die Gegenwart der Bühnenarbeiterin jetzt umso erdrückender – und doch extrem funktional.“ Im selben Jahr folgten der Part einer Sektenchefin beziehungsweise das verbitterte Mitglied einer Wellness-Unternehmersfamilie in zwei Tatort-Folgen (Glaube, Liebe, Tod und Unsterblich schön, beide 2010). 2021 hatte sie eine feine, kleine Rolle als robuster Engel in der Tatort-Folge Borowski und der gute Mensch.
Victoria Trauttmansdorff ist mit dem deutschen Regisseur und Schauspieler Wolf-Dietrich Sprenger verheiratet, den sie während der Proben zu Kasimir und Karoline am Stuttgarter Schauspielhaus kennenlernte. Das Ehepaar hat zwei Töchter, eine davon ist die Theaterregisseurin Charlotte Sprenger. Trauttmansdorff und ihr Mann leben im Hamburger Stadtteil Uhlenhorst.

## Auszeichnung
2018 übergab Christoph Bantzer den Albert-Bozenhard-Ring an Trauttmansdorff.

## Theaterstücke (Auswahl)
| Jahr      | Theaterstück                                       | Rolle                                             | Bühne                                   |
| --------- | -------------------------------------------------- | ------------------------------------------------- | --------------------------------------- |
| 1993      | Kabale und Liebe                                   | Lady Milford                                      | Thalia Theater                          |
| 1996      | Auf der großen Straße                              |                                                   | TiK                                     |
| 1996      | Der gläserne Pantoffel                             |                                                   | Thalia Theater                          |
| 1999      | Elektra                                            | Chrysothemis                                      | Thalia Theater                          |
| 2000      | Nachtasyl                                          | Anna                                              | Thalia Theater                          |
| 2000      | Das Kind                                           | Krankenschwester                                  | Thalia Theater                          |
| 2001      | Thalia Vista Social Club                           |                                                   | Thalia Theater                          |
| 2001      | Der dritte Sektor                                  | Xana                                              | Thalia Theater                          |
| 2001      | Damen der Gesellschaft                             | Edith Potter                                      | Thalia Theater                          |
| 2001      | Magazin des Glücks II                              |                                                   | Thalia Theater                          |
| 2001      | Medea                                              |                                                   | Thalia Theater                          |
| 2002      | The Return of Thalia Vista                         |                                                   | Thalia Theater                          |
| 2002      | Nora                                               | Christine Linde                                   | Thalia Theater                          |
| 2002      | Meinnicht                                          | Mira                                              | Thalia Theater                          |
| 2003      | Bernarda Albas Haus                                | Angustias                                         | Thalia Theater                          |
| 2003      | Unschuld                                           | Frau Zucker                                       | Thalia Theater                          |
| 2003      | Kassandra                                          | Kassandra                                         | Thalia Theater                          |
| 2004      | Die Ratten                                         | Frau Hassenreuter / Frau Knobbe                   | Thalia Theater                          |
| 2004      | Die Optimisten                                     | Imken Hellinger                                   | Thalia Theater                          |
| 2004      | Die Zofen                                          | Gnädiges Fräulein                                 | Thalia Theater                          |
| 2005      | Der Bus (Das Zeug zu einer Heiligen)               | Jasmin                                            | Thalia Theater                          |
| 2005      | Eines langen Tages Reise in die Nacht              | Mary Tyrone                                       | Thalia Theater                          |
| 2006      | Sommergäste                                        | Olga Alexejewna                                   | Thalia Theater                          |
| 2006      | Auslöschung. Ein Zerfall                           | Auktionsansgestellte                              | Thalia Theater                          |
| 2006      | Die Präsidentinnen                                 | Erna                                              | Thalia Theater                          |
| 2007      | Torschusspanik                                     | Evelyn                                            | Thalia Theater                          |
| 2007      | Schule der Arbeitslosen                            | Karla                                             | Thalia Theater                          |
| 2007      | Iphigenie                                          | Chormitglied                                      | Thalia Theater                          |
| 2008      | Alter Ford Escort Dunkelblau                       | Karin                                             | Thalia Theater                          |
| 2008      | Die Präsidentinnen                                 | Erna                                              | Thalia Theater                          |
| 2008/2009 | Hamlet                                             | Gertrud                                           | Thalia Theater Schauspielhaus Stuttgart |
| 2009      | Liebe und Geld                                     | Davids Ex                                         | Thalia Theater                          |
| 2009      | Eines langen Tages Reise in die Nacht              | Mary Tyrone                                       | Thalia Theater                          |
| 2010      | Der Entertainer                                    | Mutter                                            | Thalia Theater                          |
| 2010      | Liebe und Geld                                     | Debbie                                            | Deutsches Theater Berlin                |
| 2010      | The Infernal Comedy Confessions of a serial killer |                                                   | Deutsches Schauspielhaus                |
| 2010      | Axolotl Roadkill                                   | Mutter / Mifti                                    | Thalia Theater                          |
| 2017      | Mutter Courage und ihre Kinder                     | Yvette Portier / Der Feldhauptmann / Eine Bäuerin | Thalia Theater                          |

## Filmografie (Auswahl)

### Kino
- 1993: Der Untergang des goldenen Webstuhls
- 2001: Bella Martha
- 2003: Adam & Eva
- 2005: Gespenster
- 2005: Falscher Bekenner
- 2006: Chinese Take Away (Kurzfilm)
- 2007: Gegenüber
- 2008: Die Helden aus der Nachbarschaft
- 2008: Was wenn der Tod uns scheidet?
- 2011: Das Blaue vom Himmel
- 2011: Ein Tick anders
- 2012: Hannah Arendt
- 2013: Stiller Sommer
- 2014: Patong Girl
- 2015: 4 Könige
- 2016: Ferien
- 2016: Ostfriesisch für Anfänger
- 2017: Happy Burnout
- 2019: Systemsprenger
- 2019: Der Goldene Handschuh
- 2020: Exil
- 2020: Und morgen die ganze Welt
- 2021: Nahschuss
- 2021: Das Schwarze Quadrat
- 2021: Le Prince
- 2021: Das Mädchen mit den goldenen Händen
- 2025: Das Licht

### Fernsehen
- 1991: Tatort: Kinderlieb (Fernsehreihe)
- 2000: Im Fadenkreuz: Bis dass der Tod euch scheidet (Fernsehreihe)
- 2003: Nachtschicht – Amok! (Fernsehreihe)
- 2003: Adelheid und ihre Mörder (Fernsehserie, Folge Zu tot um schön zu sein)
- 2004: Wie krieg ich meine Mutter groß?
- 2004: Der Ermittler (Fernsehserie, Folge Schönheitsfehler)
- 2004–2010: Einsatz in Hamburg (Fernsehreihe)
  - 2004: Bei Liebe Mord
  - 2006: Mord auf Rezept
  - 2007: Mord nach Mitternacht
  - 2007: Die letzte Prüfung
  - 2008: Ein sauberer Mord
  - 2008: Tödliches Spiel
  - 2009: Tödliches Vertrauen
  - 2010: Rot wie der Tod
- 2005: Das geheime Leben meiner Freundin
- 2004: Küstenwache (Fernsehserie, Folge Im Alleingang)
- 2007: Mütter Väter Kinder
- 2007, 2014: SOKO Köln (Fernsehserie, verschiedene Rollen, 2 Folgen)
- 2008: Unter Verdacht: Die falsche Frau (Fernsehreihe)
- 2009: Schlaflos
- 2009: Es liegt mir auf der Zunge
- 2009: Stubbe – Von Fall zu Fall: In den Nebel (Fernsehreihe)
- 2010: Bis nichts mehr bleibt
- 2010: Zwei für alle Fälle: Ein Song für den Mörder (Fernsehreihe)
- 2010: Bloch: Verfolgt (Fernsehreihe)
- 2010: Tatort: Glaube, Liebe, Tod (Fernsehreihe)
- 2010: Tatort: Unsterblich schön
- 2011: Stilles Tal (Fernsehfilm)
- 2011: Schnell ermittelt (Fernsehserie, 5 Folgen)
- 2011: Großstadtrevier (Fernsehserie, Folge Frohe Weihnachten, Dirk Matthies, Zweiteiler)
- 2011, 2017: SOKO Kitzbühel (Fernsehserie, verschiedene Rollen, 2 Folgen)
- 2011: Tatort: Herrenabend
- 2012: Halbe Hundert
- 2012: Mord mit Aussicht (Fernsehserie, Folge Der Antrag)
- 2013: Zurück ins Leben
- 2013: Tatort: Schwindelfrei
- 2013: Tatort: Borowski und der Engel
- 2014: Tatort: Frühstück für immer
- 2015: Krüger aus Almanya
- 2015: Zweimal lebenslänglich
- 2015: Weinberg (Fernsehserie, 6 Folgen)
- 2016: Komm schon! (Fernsehserie, 4 Folgen)
- 2016: Die vierte Gewalt
- 2017: Casting
- 2017: Keine zweite Chance (Fernsehzweiteiler)
- 2018: Unser Kind
- 2018: Der Pass (Fernsehserie, 4 Folgen)
- 2018: Kroymann (Satiresendung, 1 Folge)
- seit 2018: Nord Nord Mord (Fernsehreihe) → siehe Besetzung
- 2019: Tage des letzten Schnees
- 2019: Frau Jordan stellt gleich (Fernsehserie, Folge Ritterinnen und Cowgirls)
- 2019: Tatort: Hüter der Schwelle
- 2020: Drinnen – Im Internet sind alle gleich (Fernsehserie, 7 Folgen)
- 2020: Tatort: Krieg im Kopf
- 2020: Tatort: Rebland
- 2020: Katie Fforde: Emmas Geheimnis (Fernsehreihe)
- 2020: Big Dating (Fernsehserie, 8 Folgen)
- 2021: Nord bei Nordwest – Der Anschlag
- 2021: Die Toten von Marnow (Fernseh-Vierteiler)
- 2021: Mich hat keiner gefragt
- 2021: Tatort: Borowski und der gute Mensch
- 2021: Eldorado KaDeWe – Jetzt ist unsere Zeit (Fernsehserie, 6 Folgen)
- 2021: Bettys Diagnose (Fernsehserie, Folge Eiskalt erwischt)
- 2021: Familie ist ein Fest – Taufalarm
- 2022: Tatort: Finsternis
- 2022: Das Licht in einem dunklen Haus
- 2022: Sayonara Loreley (Fernsehfilm)
- 2023: Like a Loser (Fernsehserie)
- 2023: Am Ende – Die Macht der Kränkung (Fernsehserie)
- 2023: Herzkino: Kleine Eheverbrechen
- 2023: Das Quartett: Mörderischer Pakt
- 2023: Tatort: Borowski und das unschuldige Kind von Wacken
- 2024: Tatort: Borowski und der Wiedergänger
- 2024: Hallo Spencer – Der Film (Fernsehfilm)
- 2025: Die Stille am Ende der Nacht

## Hörspiele
- 2004: Ben Nevis: Die drei ??? – Auf tödlichem Kurs (115). Regie: Heikedine Körting. EUROPA, Sony BMG Deutschland
- 2008: Frank Göhre: Schmutzige Wäsche. Regie: Norbert Schaeffer (Radio-Tatort, NDR)
- 2012: Kari Erlhoff: Die drei ??? – Botschaft aus der Unterwelt (154). EUROPA, Sony Music Entertainment (Germany)
- 2014: Susanne Amatosero: ABCDE und ich – Regie: Susanne Amatosero (Hörspiel – NDR)
- 2021: Kari Erlhoff: Die drei ??? – Kelch des Schicksals (208). Regie: Heikdine Körting. EUROPA, Sony Music Entertainment (Germany)
- 2023: Leticia Milano und Tina Müller: Die andere Frida. Regie: Claudia Johanna Leist (Hörspiel – WDR)[15]